# Podgrađe (Benkovac)
Pour les articles homonymes, voir Podgrađe.
Podgrađe est un village de la municipalité de Benkovac (Comitat de Zadar) en Croatie. Au recensement de 2011, la ville comptait 87 habitants.